# 6111 Davemckay
6111 Davemckay (1979 SP13) là một tiểu hành tinh vành đai chính được phát hiện ngày 20 tháng 9 năm 1979 bởi S. J. Bus ở Palomar.